# Сычёвка (Павлодарская область)
Сычёвка — село в Павлодарском районе Павлодарской области Казахстана. Входит в состав Черноярского сельского округа. Код КАТО — 556067200.

## География
Село Сычёвка расположено на правом берегу реки Иртыш, в 37 км к северу от города Павлодар. В двух километрах от села проходит дорога М38 Омск — Павлодар.

## Население
В 1999 году население села составляло 478 человек (226 мужчин и 252 женщины). По данным переписи 2009 года, в селе проживало 475 человек (234 мужчины и 241 женщина). Национальный состав: 4 процента — казахи, 96 процентов — русские, украинцы, немцы и другие.

## Инфраструктура
В селе действует сычёвская девятилетняя школа. Имеются клуб, восстановленный в 2008 году, и медицинский пункт.